# عالم دي سي (خدمة بث عبر الإنترنت)
عالم دي سي هي خدمة  الفيديو حسب الطلب  تشغلها دي سي كومكس ووارنر بروس . أعلن عن الخدمة في نيسان / أبريل عام 2017 ، تم الكشف عن اسم الخدمة رسميا في أيار / مايو 2018. وتشمل هذه الخدمة البرامج التلفزيونية الأصلية لعالم دي سي، وعدد من  سلسلة أفلام الرسوم المتحركة والأفلام و القصص المصورة من دي سي كوميكس، ستنطلق الخدمة رسميا في الولايات المتحدة في  15 سبتمبر 2018.

## المحتوى

### البرامج الأصلية

#### ما تم طلبه
| العنوان                      | النوع              |
| واقعية                       | واقعية             |
| ---------------------------- | ------------------ |
| دي سي اليوم                  | برامج إخبارية      |
| تايتنز                       | العمل              |
| دوم باترول                   | الدراما            |
| شئ من المستنقع               | الرعب              |
| Stargirl                     | الدراما            |
| الرسوم المتحركة              |                    |
| فريق العدالة الصغير، الغرباء | خارقة              |
| هارلي كوين                   | رسوم متحركة للكبار |